# شبکه مخابراتی

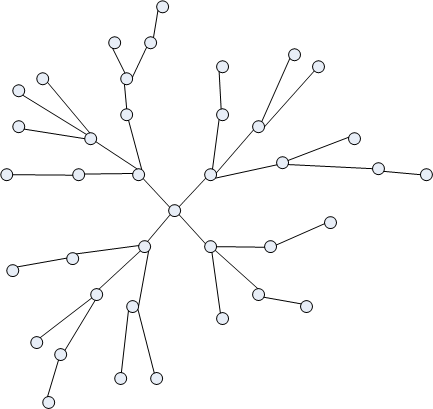
شبکه مخابراتی

در یک سامانه مخابراتی، شمار بسیاری شبکه مخابراتی متفاوتی وجود دارند که برخی از آن‌ها بیشترین کاربرد را دارند:
1. رادیو و تلویزیون (Broadcasting)
2. شبکه تلفنی
3. سامانه سلولی
4. شبکه‌های محلی (Local Area Networks)
5. شبکه‌های جهانی (Wide Area Networks)
6. سامانه‌های ماهواره ای
7. بلوتوث
8. تلویزیون دیجیتال Digital TV
9. سامانه‌های رادیو نرم‌افزاری (Software Radio)

هرکدام از این شبکه‌های مخابراتی در شاخه‌ای از مخابرات جواب گو می‌باشند.
برای نمونه برای شبکه‌های جهانی Wide Area Networks (یا به صورت خلاصه WAN)، سامانه‌ها توسط فیبر نوری و خطوط ماهواره‌ای به یکدیگر متصل می‌شوند.
یا در شبکه‌های محلی تنها سامانه‌ها با به‌کارگیری کارت شبکه به یکدیگر متصل می‌شوند.

## برتری‌ها
ارتباطات مخابراتی می‌تواند به میزان بسیاری منابع افراد مختلف را افزوده و گسترش دهد. برای نمونه، اگر شرکت‌های تجاری در حال برنامه‌ریزی برای گسترش شرکت خود باشند، نیاز به یک شبکه مخابراتی بزرگ‌تر است. با به‌کارگیری اینترنت، رایانه و شبکه‌های تلفنی، کسب‌وکار می‌تواند پیشرفت چشم‌گیری کند که راجع به هریک هسته‌های شبکه بحث خواهیم کرد.
شبکه‌های رایانه‌ای: یک شبکه رایانه‌ای متشکل از رایانه‌ها و دستگاه‌های متصل به یکدیگر است. اطلاعات را می‌توان از یک دستگاه به دستگاه دیگر انتقال داد. برای نمونه، یک دفتر پر از رایانه می‌تواند فایل‌ها را با هم در هر دستگاه جداگانه به اشتراک بگذارد. شبکه‌های رایانه‌ای می‌توانند از یک منطقه شبکه محلی به یک شبکه گسترده‌ای از شبکه‌ها متصل شوند.
تفاوت میان گونه‌های شبکه‌ها اندازه است. این گونه شبکه‌های رایانه‌ای در سرعت‌های ویژه‌ای کار می‌کنند که همچنین به عنوان پهنای باند شناخته می‌شوند. شبکه اینترنت رایانه‌های سراسر جهان را متصل می‌کند.
شبکه اینترنت: دسترسی به شبکه به کاربران اجازه می‌دهد از منابع بسیاری استفاده کنند. با گذشت زمان، شبکه اینترنت کتاب را جایگزین خواهد کرد. این کار کاربران را قادر می‌سازد تا تقریباً زود اطلاعات را بیابند و مفاهیم را به شرایط مختلف اعمال کنند. اینترنت می‌تواند برای اهداف تفریحی، دولتی، آموزشی و دیگر موارد استفاده شود. بنگاه‌ها به‌طور خاص از شبکه اینترنت برای بررسی یا خدمات مشتریان استفاده می‌کنند.
شبکه تلفن: شبکه تلفنی مردم را به یکدیگر متصل می‌کند. این شبکه را می‌توان با روش‌های مختلفی مورد استفاده قرار داد. بسیاری از شرکت‌ها از شبکه تلفن استفاده می‌کنند تا تماس‌ها را انجام دهند یا خدمات خود را به مشتریان خود ارائه دهند. برخی از شرکت‌ها از طریق یک تبادل حرفه‌ای از یک شبکه تلفن در مقیاس گسترده استفاده می‌کنند. این یک سامانه است که یک کسب‌وکار خاص در مسیریابی و خدمت‌دهی تمرکز دارد. بیشتر زمان شبکه تلفن در سراسر جهان، برای اهداف تفریحی استفاده می‌شود.

## شبکه داده TCP/IP
شبکه داده به‌طور گسترده‌ای در سراسر جهان برای ارتباط افراد و سازمان‌ها استفاده می‌شود. شبکه‌های داده می‌توانند متصل شوند تا کاربران بدون دسترسی به منابع موجود در میزبان از ارائه‌دهنده ویژه‌ای که به آن متصل هستند دسترسی داشته باشند. اینترنت بهترین نمونه از بسیاری از شبکه‌های داده‌ای از سازمان‌های مختلف است که تحت یک فضای آدرس واحد عمل می‌کنند.
پایانه‌های اتصال به شبکه‌های '' TCP/IP'' با به‌کارگیری آدرس‌های ''IP'' آدرس می‌گیرند. گونه‌های مختلفی از نشانی آی‌پی وجود دارد، اما رایج‌ترین نسخه ''IP'' نسخه ۴ است. هر آدرس منحصر به فرد شامل ۴ عدد صحیح میان ۰ و ۲۵۵ است که معمولاً هنگام ارسال، از نقطه به نقطه جدا می‌شوند، برای نمونه ۸۲٫۱۳۱٫۳۴٫۵۶.
''TCP/IP'' پروتکل‌های اساسی هستند که کنترل و مسیریابی پیام‌ها را در شبکه داده فراهم می‌کنند. بسیاری از ساختارهای شبکه‌ای مختلفی وجود دارد که ''TCP/IP'' می‌تواند برای استفاده مناسب برای پیام‌ها استفاده شود،
سه ویژگی وجود دارد که'' MAN'' را از ''LAN ''ها یا شبکه‌های ''WAN''متفاوت می‌کند
1. محدوده اندازه شبکه میان شبکه‌های ''LAN ''و ''WAN'' است. ''MAN'' دارای یک منطقه فیزیکی میان ۵ تا ۵۰ کیلومتر قطر است.
2. ''MAN'' به طور کلی به یک سازمان واحد تعلق ندارند. تجهیزاتی که شبکه را متصل می‌کنند، لینک‌ها و ''MAN'' که اغلب متعلق به یک انجمن یا ارائه‌دهنده شبکه‌ای است که خدمات را به دیگران ارائه می‌دهد یا اجاره می‌دهد.
3. ''MAN'' وسیله‌ای است برای به اشتراک گذاشتن منابع با سرعت بالا در داخل شبکه. این اغلب اتصالات به شبکه‌های ''WAN'' برای دسترسی به منابع خارج از محدوده ''MAN'' فراهم می‌کند[۱]